# Ying (Chu)
Ying (郢; Yǐng) eller Yingdu (郢都; Yǐngdū) var huvudstad för den kinesiska feodalstaten Chu under Östra Zhoudynastin. Ying låg några kilometer norr om dagens Jingzhou i Hubei. År 689 f.Kr. gjorde Kung Wen av Chu (楚文王) Ying till huvudstad för Chu och var så för 20 kungar fram till 278 f.Kr. då staten Qin erövrade staden vid Slaget vid Yan och Ying.
Ying blev ett centrum för den spektakulära Chu-kulturen som var högstående inom många hantverksområden.